# روبرتو نوبیله
روبرتو نوبیله (ایتالیایی: Roberto Nobile؛ ۱۱ نوامبر ۱۹۴۷–۳۰ ژوئیهٔ ۲۰۲۲) بازیگر ایتالیایی بود.

## گزیدهٔ آثار

### سینما
- حال همه خوب است (۱۹۹۰)
- دوستان صمیمی (۱۹۹۲)
- جووانی فالکونه (۱۹۹۳)
- خاطرات عزیز (۱۹۹۳)
- اتاق پسر (۲۰۰۱)
- زیر آفتاب توسکانی (۲۰۰۳)
- بلیت‌ها (۲۰۰۶)
- نه (۲۰۰۹)
- ما یک پاپ داریم (۲۰۱۱)
- بازگشت به زمان حال (۲۰۲۲)

### تلویزیون
- حوزه استحفاظی (۲۰۰۰ – ۲۰۱۲)
- زن شهرستانی (۲۰۰۶)
- زمزمه‌های شب (۲۰۲۰)